# La Découverte de la pourpre
La Découverte de la pourpre est un tableau réalisé par le peintre Pierre Paul Rubens vers 1636. Cette huile sur bois est une peinture mythologique qui illustre la découverte de la pourpre telle qu'imaginée par le mythe que propage Julius Pollux dans l'Onomasticon. Elle représente Hercule remarquant que la gueule de son chien a été tachée après qu'il a mordu un mollusque à coquille, sur la plage devant Tyr. Esquisse d'un décor qu'a commandé le roi d'Espagne Philippe IV pour la Torre de la Parada, près de Madrid, l'œuvre est aujourd'hui conservée au musée Bonnat-Helleu de Bayonne, dans les Pyrénées-Atlantiques, en France.